# 暗蛛科
暗蛛科（学名：Amaurobiidae）是蜘蛛中的一个科。它有643个种，分71个属。这个科中的蜘蛛的大小从数毫米到20毫米不等。它们的生态行为和生活方式也非常多样化。它们最喜欢的气候条件似乎是在山洞里或者在石头下面。
其中种类最多、分布最广的是暗蛛属，它们尤其在澳大利亚非常多。其中Amaurobius socialis是一种群居的蜘蛛。在山洞的洞顶上它们可以织成六、七米长的布料似的网。Callobius是该科中体形最大的属，其雌性蜘蛛可达20毫米。
暗蛛科主要分布在亚洲，尤其中国温暖的地区、澳大利亚、新西兰、大洋洲、南美洲、中美洲、北美洲、非洲以及南欧、东欧和俄罗斯。

## 分類

### 屬
截至2018年11月，世界蜘蛛名錄紀錄有下列各個屬：

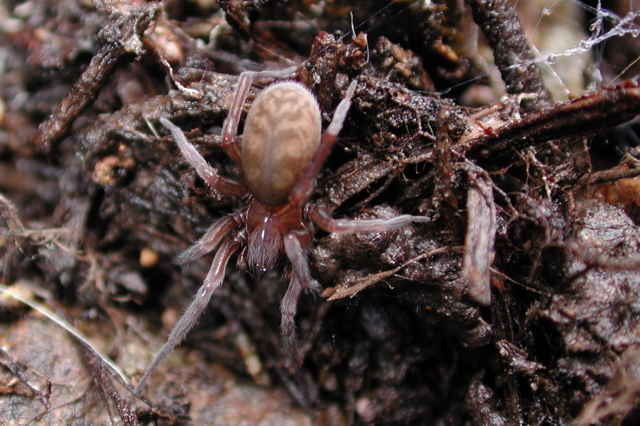
Pimus sp.

- Altellopsis Simon, 1905
- 暗蛛屬 Amaurobius C. L. Koch, 1837[3]
- Anisacate Mello-Leitão, 1941
- Arctobius Lehtinen, 1967
- Auhunga Forster & Wilton, 1973
- Auximella Strand, 1908
- Callevopsis Tullgren, 1902
- Callobius Chamberlin, 1947
- Cavernocymbium Ubick, 2005
- Chresiona Simon, 1903
- Chumma Jocqué, 2001
- Cybaeopsis Strand, 1907
- Dardurus Davies, 1976
- Daviesa Koçak & Kemal, 2008
- Emmenomma Simon, 1884
- Hicanodon Tullgren, 1901
- Himalmartensus Wang & Zhu, 2008
- Livius Roth, 1967
- Macrobunus Tullgren, 1901
- Malenella Ramírez, 1995
- Maloides Forster & Wilton, 1989
- Muritaia Forster & Wilton, 1973
- Naevius Roth, 1967
- Neoporteria Mello-Leitão, 1943
- Neuquenia Mello-Leitão, 1940
- Obatala armata Lehtinen, 1967
- Otira Forster & Wilton, 1973
- Ovtchinnikovia Marusik, Kovblyuk & Ponomarev, 2010
- Oztira Milledge, 2011
- Parazanomys Ubick, 2005
- Pimus Chamberlin, 1947
- Pseudauximus Simon, 1902
- Retiro Mello-Leitão, 1915
- Rhoicinaria Exline, 1950
- Rubrius Simon, 1887
- Storenosoma Hogg, 1900
- Taira Lehtinen, 1967
- Tasmabrochus Davies, 2002
- Tasmarubrius Davies, 1998
- Teeatta Davies, 2005
- Tugana Chamberlin, 1948
- Tymbira Mello-Leitão, 1944
- Urepus Roth, 1967
- Virgilus Roth, 1967
- Wabarra Davies, 1996
- Waitetola Forster & Wilton, 1973
- Yacolla Lehtinen, 1967
- Yupanquia Lehtinen, 1967
- Zanomys Chamberlin, 1948